# Plemeniti
Plemeniti (njem. Edler) do 1919. godine bio najniža razina plemstva u Austro-Ugarskoj i Njemačkom Carstvu, odmah ispod Rittera (nasljednog viteza), ali iznad plemića bez titule, koji su ispred prezimena koristili samo plemićku česticu von. Najčešće se dodjeljivao državnim službenicima i vojnim časnicima, kao i onima kojima je dodijeljen niži stupanj Reda. Imenica Edler dolazi od pridjeva edel ("plemenit"), a prevedeno doslovno znači "plemenita [osoba]". U skladu s pravilima njemačke gramatike, riječ se može pojaviti i kao Edle, Edlem ili Edlen ovisno o padežu, rodu i broju. U Hrvatskoj se koristio izraz plemeniti, skraćeno pl.
Prvobitno, od srednjeg vijeka, u feudalnim sustavom (u Europi i drugdje) plemići su općenito bili oni koji su držali feud često u obliku nasljedne zemlje koju su obrađivali vazali. Kako bi se očuvala feudalna praksa imenovanja, čak i u slučajevima kada su viši dužnosnici dobivali plemićke titule temeljem dugogodišnje službe ili zasluga, kao u 18., 19. i ranom 20. stoljeću, nastavljena je stara praksa označavanja plemića teritorijalnom odrednicom kako bi se očuvala tradicija. Tako su plemići bezemljaši nastali po formuli Edler von XYZ (plemeniti xyz-ski): ili prezime ili ime mjesta slijedili su njemački prijedlog von koji je u ovom kontekstu uzet za označavanje plemstva. Često je plemićka čestica von (engleska of ili francuska de, što znači isto), bila predstavljena jednostavno kraticom v. kako bi se specificiralo da se koristila za označavanje plemića, a ne samo kao obični prijedlog von u njemačkom jeziku.
Na češkom jeziku se ovaj naslov prevodi i koristi kao šlechtic z.
Primjeri imena i titule takih osoba su: Franjo Türk pl. od Karlovca grada (Franz Türk Edler von Karlovacgrad), Josip Gorup pl. Slavinjski, Ivan pl. Zajc i Mijo Filipović pl. Freudenberški.